# Konakovskij rajon
Il Konakovskij rajon (in russo Конаковский район?) è un rajon dell'Oblast' di Tver', nella Russia europea; il capoluogo è Konakovo. Ricopre una superficie di 2075 chilometri quadrati ed ospitava nel 2010 una popolazione circa 85.000 abitanti.